# Миллер, Борис Всеволодович
Бори́с Все́володович Ми́ллер (31 октября [12 ноября] 1877 — 6 августа 1956) — советский иранист, талышевед, профессор МГУ, доктор филологических наук (1939).

## Биография
Родился 31 октября (12 ноября) 1877 года в семье фольклориста и этнографа Всеволода Миллера (1848—1913) и Евгении Викторовны (урожд. Насоновой, 1857—1927); племянник зоолога Н. В. Насонова.
В 1895 году окончил с золотой медалью 6-ю классическую мужскую гимназию.
В 1899 году окончил юридический факультет Московского университета, а в 1903 году — Лазаревский институт восточных языков.
В 1902 году был направлен в Ленкоранский уезд Советом Специальных классов. Поездка была осуществленна совместно с А. М. Завадским. Экспедиция охватывала, главным образом, Северный Талышистан, но как отмечает Б. Миллер он сумел три раза заехать в южную часть Талыша.
В 1903—1917 годах — на дипломатической службе в мусульманских странах. После революции 1917 года служил в Красной Армии, в Академии имени М. В. Фрунзе в чине комдива заведовал кафедрой восточных языков. Работал в Академии наук СССР, был заведующим сектором иранской филологии Института языкознания АН СССР.
В 1919 году переехал из Москвы в Санкт-Петербург, где работал в Кавказской секции Комиссии по изучению племенного состава России, руководимой Н. Я. Марром.
Доктор филологических наук (1939). Профессор (1935).
В советское время был преподавателем Московского института востоковедения, Восточного факультета Военной академии РККА имени М. В. Фрунзе, Московского государственного университета; научный сотрудник Института языкознания АН СССР. Читал курсы персидского языка и литературы и истории Ирана.
Заведующий кафедрой иранской филологии филологического факультета МГУ (1943—1953).
Борис Всеволодович также являлся научным руководителем иранистки, талышеведа Лии Александровны Пирейко. После болезни в 1953 году именно Лие Александровне он доверил продолжить его исследования в области талышского языка, консультировал её и осуществлял всю возможную помощь.
Лия Александровна признавалась, что Борис Всеволодович очень долго не давал ей заниматься талышским языком: "У него какая-то ревность была к этому языку, особая любовь к нему. И он долго как-то не решался: "вот курдским займитесь", - говорил он. А Вера Сергеевна говорила: "Да вас съедят курды". Борис Всеволодович и курдов знал, общался с ними, и талышей. Он всегда говорил, что талыши народ очень миролюбивый, доброжелательный, склонный к шутке, с чувством юмора, очень гостеприимный, а курды - они тоже гостеприимные, как всякий восточный народ, но очень воинственные. И с ними иметь дело труднее. А талыши - нет. Талыши очень во всех отношениях приятный народ, и язык интересный у них. Но поначалу он толкал меня на занятие курдским языком".
С 1932 по 1956 гг. жизнь профессора Б. В. Миллера и его семьи была связана с городом Медынь, куда он приезжал на свою дачу на лето, с перерывом на годы войны. Последние 4 года своей жизни он жил в Медыни круглый год, продолжая вести свою научную работу до последних дней жизни. Умер 6 августа 1956 года. Похоронен на городском кладбище города Медынь.
В начале октября 2010 года в Москве талышский деятель, учёный Гилал Мамедов провёл беседу с Лией Пирейко, она много интересного рассказала о своём учителе профессоре Миллере.
А в 2011 году Г. Мамедов отыскал и посетил могилу Б. В. Миллера в г. Медынь. В той же поезде Гилалу Мамедову удалось найти фотографию учёного и провести беседу с самой внучкой Миллера с Натальей Михайловной Сомик. Ранее ни в МГУ, ни в Институте Востоковедения РАН фотография Миллера не была обнаружена.

## Награды
- Орден Трудового Красного Знамени (10.06.1945)

## Научное наследие
Будучи студентом, под влиянием своего отца, кавказоведа В. Ф. Миллера, увлёкся этнографией, в результате чего в свет вышли статьи «В Карачае» (1899), «Из области обычного права карачаевцев» (1902).
Автор многочисленных работ по филологии живых иранских языков западной группы — персидского, талышского, татского, курдского, в том числе:
- Персидско-русский словарь. — М., 1950; 1960.
- Талышский язык. — М., 1953.
- «Образцы говора курдов советского Азербайджана, записанные в августе 1933 г. в селе Минкенд, Агбулаг, Бозлу и Каракешиш» (1956)